# کینگستون (جامائیکا)
کینگستون (به انگلیسی: Kingston) پایتخت کشور جامائیکا است.

## شهرهای خواهر
- میامی، فلوریدا، ایالات متحده
- کالامازو، میشیگان، ایالات متحده
- کاونتری، انگلستان، بریتانیای کبیر
- گوادالاخارا، مکزیک
- شن ژن، جمهوری خلق چین